# Chapman (Maine)
Chapman ist eine Town im Aroostook County des Bundesstaates Maine in den Vereinigten Staaten. Im Jahr 2020 lebten dort 491 Einwohner in 214 Haushalten auf einer Fläche von 100,5 km². Die Towns Castle Hill, Mapletown und Chapman haben ein Abkommen für eine gemeinsame Verwaltung ihrer Towns getroffen. Die gemeinsame Verwaltung der Towns befindet sich in Mapletown. Castle Hill und Mapletown arbeiten so bereits seit 1947 zusammen und Chapman ist 1974 dazugekommen.

## Geographie
Nach dem United States Census Bureau hat Chapman eine Gesamtfläche von 100,54 km², von der 99,46 km² Land sind und 1,09 km² aus Gewässern bestehen.

### Geographische Lage
Chapman liegt in der Mitte des Aroostook County. Am Südrand des Stadtgebiets liegt der Alder Lake. Der Presque Isle Stream fließt nordwärts in Richtung Presque Isle und mündet dort in den Aroostook River. Die Oberfläche der Town ist eben, mit einigen kleineren Erhebungen. Die höchste ist der 314 m hohe Chandler Mountain.

### Nachbargemeinden
Alle Entfernungen sind als Luftlinien zwischen den offiziellen Koordinaten der Orte aus der Volkszählung 2010 angegeben.
- Norden: Mapleton, 4,3 km
- Osten: Presque Isle, 14,5 km
- Südosten: Westfield, 16,5 km
- Süden: Unorganized Territory South Aroostook, 32,6 km
- Westen: Unorganized Territory South Aroostook, 32,6 km
- Nordwesten: Castle Hill, 12,7 km

### Stadtgliederung
Es gibt zwei Siedlungsgebiete in Chapman: Chapman und Grindstone.

### Klima
Die mittlere Durchschnittstemperatur in Chapman liegt zwischen −11,7 °C (11° Fahrenheit) im Januar und 18,3 °C (65° Fahrenheit) im Juli. Damit ist der Ort gegenüber dem langjährigen Mittel der USA um etwa 10 Grad kühler. Die Schneefälle zwischen Oktober und Mai liegen mit über fünfeinhalb Metern knapp doppelt so hoch wie die mittlere Schneehöhe in den USA, die tägliche Sonnenscheindauer liegt am unteren Rand des Wertespektrums der USA.

## Geschichte
Die heutige Town wurde am 27. April 1874 als Chapman Plantation gegründet. Im Jahr 1870 lebten dort etwa 40 Personen. Zehn Jahre später, im Jahr 1880 bereits 166. Vermessen wurde sie durch den Vermesser Cyrus Chapman, der auch die Grenzmarkierungen setzte, gekennzeichnet mit seinem Namen. Seitdem wurde sie Chapman genannt. Die Holzwirtschaft ist der Haupterwerbszweig in Chapman. Durch die Eisenbahnstrecke erlebte Chapman ab 1910 einen Zuzug weiterer Siedler und wurde am 11. März 1915 zur Town. 1947 trat Chapman dem Schulbezirk mit Mapleton, Castle Hill, Wade, Washburn und Perham bei und die Schule vor Ort wurde geschlossen. Das über 100 Jahre alte Schulgebäude, gebaut in Holzrahmenkonstruktion, wird heute als Town Hall für Bürgerversammlungen, dem Treffen des Schneemobil-Clubs und für das Fundraising-Dinner verwendet.

### Einwohnerentwicklung
| Volkszählungsergebnisse – Town of Chapman, Maine | Volkszählungsergebnisse – Town of Chapman, Maine | Volkszählungsergebnisse – Town of Chapman, Maine | Volkszählungsergebnisse – Town of Chapman, Maine | Volkszählungsergebnisse – Town of Chapman, Maine | Volkszählungsergebnisse – Town of Chapman, Maine | Volkszählungsergebnisse – Town of Chapman, Maine | Volkszählungsergebnisse – Town of Chapman, Maine | Volkszählungsergebnisse – Town of Chapman, Maine | Volkszählungsergebnisse – Town of Chapman, Maine | Volkszählungsergebnisse – Town of Chapman, Maine |
| Jahr                                             | 1800                                             | 1810                                             | 1820                                             | 1830                                             | 1840                                             | 1850                                             | 1860                                             | 1870                                             | 1880                                             | 1890                                             |
| ------------------------------------------------ | ------------------------------------------------ | ------------------------------------------------ | ------------------------------------------------ | ------------------------------------------------ | ------------------------------------------------ | ------------------------------------------------ | ------------------------------------------------ | ------------------------------------------------ | ------------------------------------------------ | ------------------------------------------------ |
| Einwohner                                        |                                                  |                                                  |                                                  |                                                  |                                                  |                                                  |                                                  |                                                  | 166                                              | 231                                              |
| Jahr                                             | 1900                                             | 1910                                             | 1920                                             | 1930                                             | 1940                                             | 1950                                             | 1960                                             | 1970                                             | 1980                                             | 1990                                             |
| Einwohner                                        | 285                                              | 426                                              | 490                                              | 409                                              | 397                                              | 381                                              | 376                                              | 328                                              | 406                                              | 422                                              |
| Jahr                                             | 2000                                             | 2010                                             | 2020                                             | 2030                                             | 2040                                             | 2050                                             | 2060                                             | 2070                                             | 2080                                             | 2090                                             |
| Einwohner                                        | 465                                              | 468                                              | 491                                              |                                                  |                                                  |                                                  |                                                  |                                                  |                                                  |                                                  |

## Wirtschaft und Infrastruktur

### Verkehr
Die einzige Straßenanbindung ist eine schmale Landstraße nach Mapleton. Chapman liegt an der Bahnstrecke Squa Pan–Stockholm, auf der noch gelegentlich Güterzüge der Montreal, Maine and Atlantic Railway verkehren. Von 1910 bis 1951 hielten Personenzüge am Bahnhof der Stadt. Der nächstgelegene Flughafen mit Linienflugangebot befindet sich in Presque Isle.

### Öffentliche Einrichtungen
Chapman besitzt keine eigene Bücherei, die Mark and Emily Turner Memorial Library in Presque Isle ist die nächstgelegene Bücherei.
In Chapman gibt es kein Krankenhaus. Die nächstgelegenen Krankenhäuser für die Bewohner dieses Gebietes befinden sich in Caribou und Presque Isle.

### Bildung
Chapman gehört mit Castle Hill, Presque Isle, Mapleton und Westfield zum Maine School Administrative District #1.
Im Schulbezirk werden folgende Schulen angeboten:
- Zippel Elementary School in Presque Isle
- Mapleton Elementary School in Mapleton
- Pine Street Elementary School in Presque Isle
- Presque Isle Middle School in Presque Isle
- Presque Isle High School in Presque Isle
- Presque Isle Regional Career & Technical Center in Presque Isle